# Лучу (повіт)
34°35′26″ пн. ш. 102°29′20″ сх. д. / 34.5904175° пн. ш. 102.4889231° сх. д.
Лучу (кит. 碌曲县, пін. Lùqŭ Xiàn, трансліт. Luchu) — один із повітів КНР у складі Ганьнань-Тибетської автономної префектури, провінція Ганьсу. Адміністративний центр — містечко Манге.

## Географія
Лучу в середньому лежить на висоті близько 3500 метрів над рівнем моря (перепад висот у діапазоні від 3000 до 4000 метрів над рівнем моря) на схід від гірського пасма Сіціншань у верхів'ях річки Таохе (басейн Хуанхе).

### Клімат
Повіт лежить у зоні, котра характеризується континентальним субарктичним кліматом. Найтепліший місяць — липень із середньою температурою 13,1 °C. Найхолодніший місяць — січень, із середньою температурою -8,2 °С.
| Клімат повіту Лучу                                 | Клімат повіту Лучу | Клімат повіту Лучу | Клімат повіту Лучу | Клімат повіту Лучу | Клімат повіту Лучу | Клімат повіту Лучу | Клімат повіту Лучу | Клімат повіту Лучу | Клімат повіту Лучу | Клімат повіту Лучу | Клімат повіту Лучу | Клімат повіту Лучу | Клімат повіту Лучу |
| Показник                                           | Січ.               | Лют.               | Бер.               | Квіт.              | Трав.              | Черв.              | Лип.               | Серп.              | Вер.               | Жовт.              | Лист.              | Груд.              | Рік                |
| Середній максимум, °C                              | 2,7                | 5,2                | 8,4                | 12,6               | 15,5               | 17,9               | 20,2               | 20,1               | 16,5               | 11,7               | 7,8                | 4,1                | 11,9               |
| Середня температура, °C                            | −8,2               | −4,9               | 0,5                | 4,2                | 7,8                | 11                 | 13,1               | 12,5               | 9                  | 3,6                | −2,3               | −7                 | 3,2                |
| Середній мінімум, °C                               | −16,1              | −12,4              | −7                 | −2,3               | 1,8                | 5,6                | 7,6                | 7,3                | 4,3                | −1,6               | −9                 | −14,6              | −3                 |
| Норма опадів, мм                                   | 5.3                | 6.5                | 16.8               | 31.6               | 73.5               | 91.8               | 119.1              | 112.3              | 95.4               | 47.1               | 7.3                | 2.2                | 608.9              |
| Вологість повітря, %                               | 51                 | 52                 | 57                 | 60                 | 65                 | 71                 | 74                 | 76                 | 77                 | 72                 | 60                 | 51                 | 64                 |
| -------------------------------------------------- | ------------------ | ------------------ | ------------------ | ------------------ | ------------------ | ------------------ | ------------------ | ------------------ | ------------------ | ------------------ | ------------------ | ------------------ | ------------------ |
| Джерело: Дані метеостанції №56071 (КНР, 1991-2020) |                    |                    |                    |                    |                    |                    |                    |                    |                    |                    |                    |                    |                    |